# Densímetre

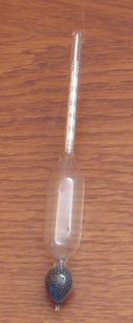
Densímetre

Un densímetre és un areòmetre que serveix per determinar directament la densitat relativa dels líquids sense haver de calcular la massa i el volum. Normalment està fet de vidre i consisteix en un cilindre i un bulb. El líquid s'avoca en una gerra alta i el densímetre es baixa gradualment fins que floti lleugerament. A continuació s'observa en l'escala el punt en què la superfície del líquid toca el cilindre del densímetre. Els densímetres generalment contenen una escala de paper dins perquè es pugui llegir directament la gravetat específica en grams per centímetre cúbic.
L'etimologia de densímetre és un mot compost de densi-, forma prefixada dels mots dens i densitat i de -metre, forma sufixada del mot grec métron, "mesura".
En líquids lleugers, com el querosè, la gasolina i l'alcohol, el densímetre s'ha d'enfonsar més per tenir el pes del líquid que en els líquids pesats com l'aigua salada, la llet i un àcid. De fet, és usual tenir dos instruments diferents: un per als líquids en general i un altre per als líquids lleugers, tenint com a diferència la posició de les marques mitjanes.